# Rue de l'Académie (Strasbourg)
Pour les articles homonymes, voir Rue de l'Académie.
La rue de l'Académie est une rue de la ville de Strasbourg, en France.

## Situation et accès
Elle est située dans le quartier historique de la Krutenau. Sur le plan administratif elle est rattachée au quartier Bourse - Esplanade - Krutenau.
Elle est piétonne dans sa partie entre la rue Fritz Kiener et la place Saint-Nicolas aux Ondes depuis l'automne 2022.
D'une longueur de 200 m, elle débute à l'intersection des rues Calvin, de la Manufacture des Tabacs et Saint-Guillaume. Elle adopte un tracé vers l'est et se termine en débouchant sur la place Saint-Nicolas-aux-Ondes.
Transports en commun
L'arrêt Saint-Guillaume des lignes de bus 10, 30 et N2 se trouve à 200 m à pied.

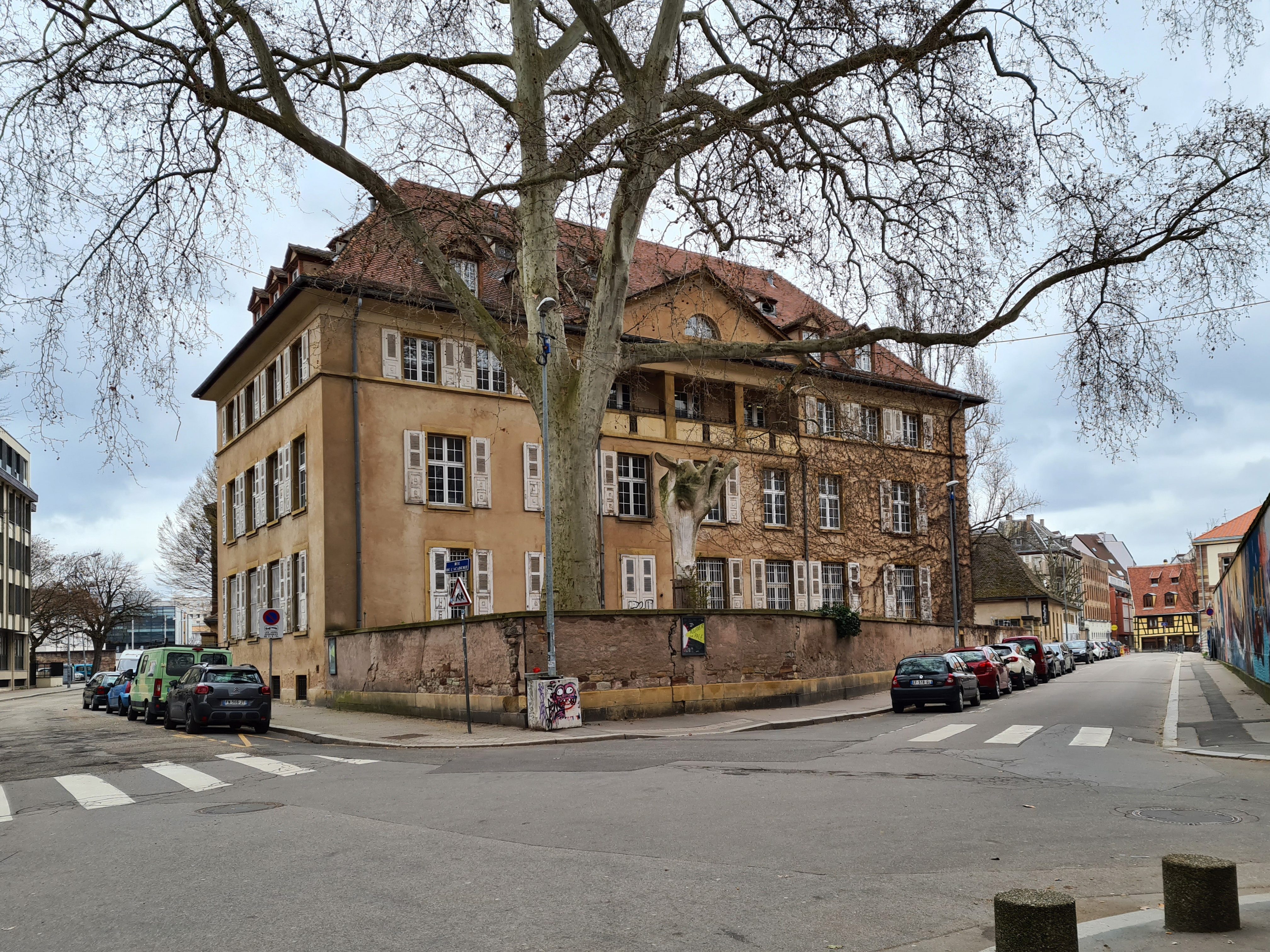
Angle de la rue de l'Académie (à gauche) et de la rue de la Manufacture-des-Tabacs.
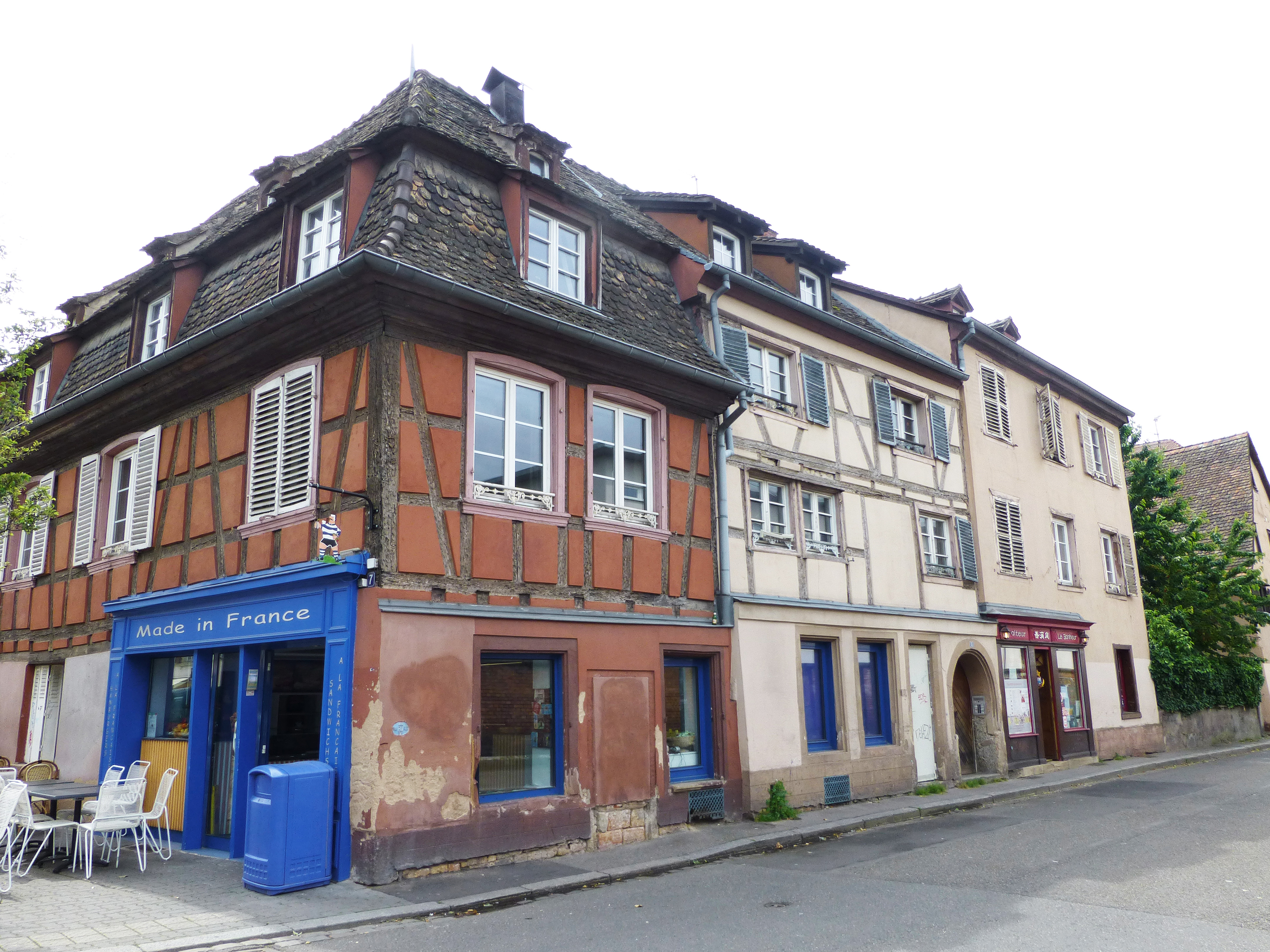
Angle de la rue de l'Académie (à droite) et de la place Saint-Nicolas-aux-Ondes.

## Origine du nom

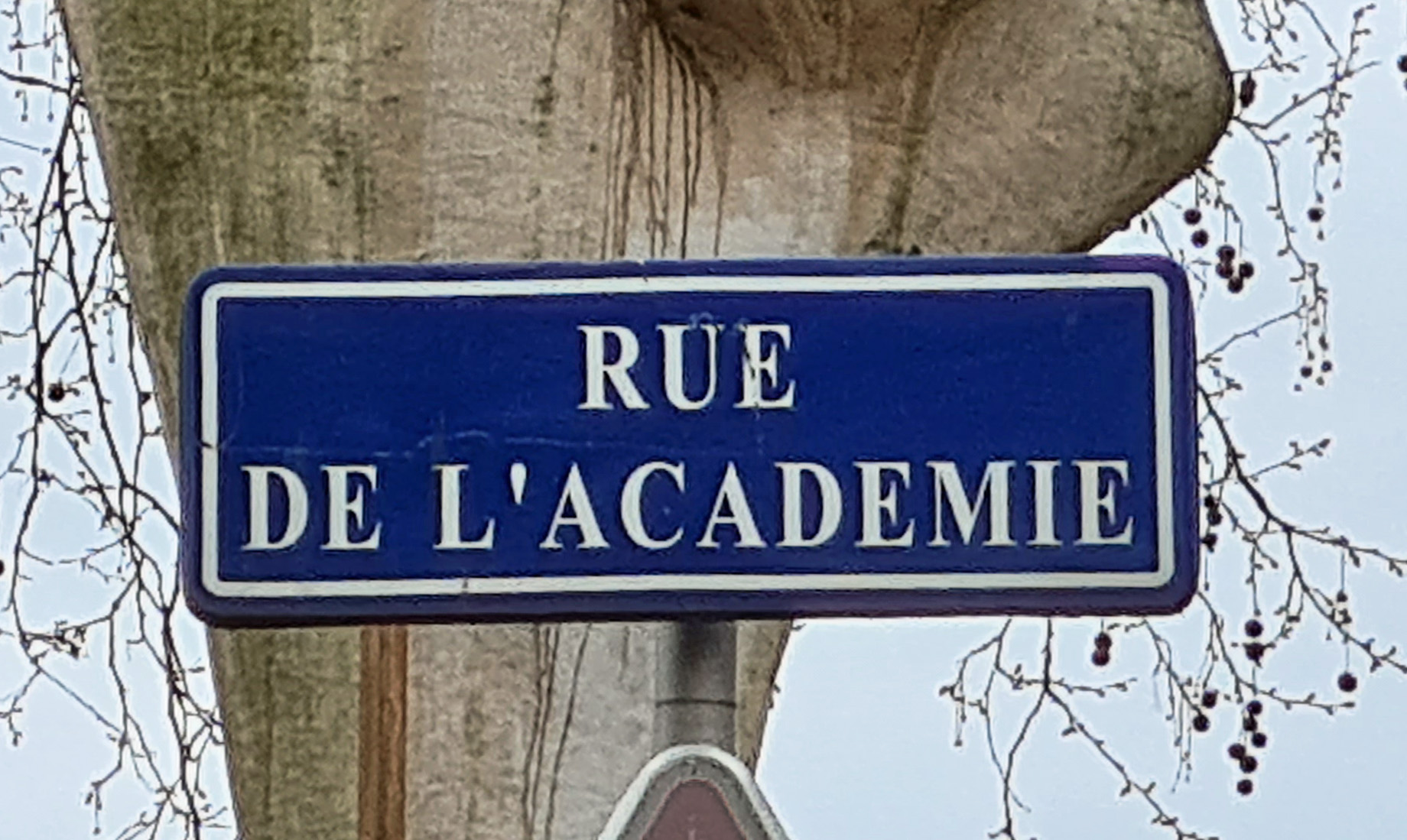
Plaque de rue.

Ce nom a été donné à la rue de l'Académie à cause de la présence des bâtiments de l’Académie, appellation que l’on donnait au XIXe siècle à l’Université.

## Historique
Jusqu'au XVIIIe siècle la voie portait le nom de St. Niclausgasse, avant de prendre celui de Findelhausgasse (1770), « rue des Enfants trouvés » (1786, 1821). Avec un intermède au moment de la Révolution (« rue des Enfants de la Patrie » en 1794), elle prend son nom actuel, « rue de l'Académie », à partir de 1793, est renommée Akademie-Strasse en 1872 et 1940, avant de revenir à son nom français en 1918, puis à partir de 1945.

### L’Académie royale, puis impériale
Après sa disparition durant la Révolution, l’enseignement supérieur, qui existait à Strasbourg depuis le XVIe siècle, fut installé en 1825 dans les vastes bâtiments qui avaient été construits en 1774 pour les Enfants Trouvés. Ils étaient suffisamment grands pour abriter les différents instituts de l’Université : facultés de Médecine, de Sciences, de Lettres, de Droit, ainsi que de Théologie protestante. Les guides de Strasbourg édités à l'époque donnent des détails sur les autres aménagements scientifiques : un musée d’anatomie, un deuxième de géologie, un troisième d’histoire naturelle, fondé par Herrmann,,. Un observatoire fut même installé dans une tourelle. Dans les bâtiments se trouvaient aussi des bureaux, des logements, entre autres celui du recteur, dont Louis Pasteur a épousé l'une des filles durant son séjour à Strasbourg.

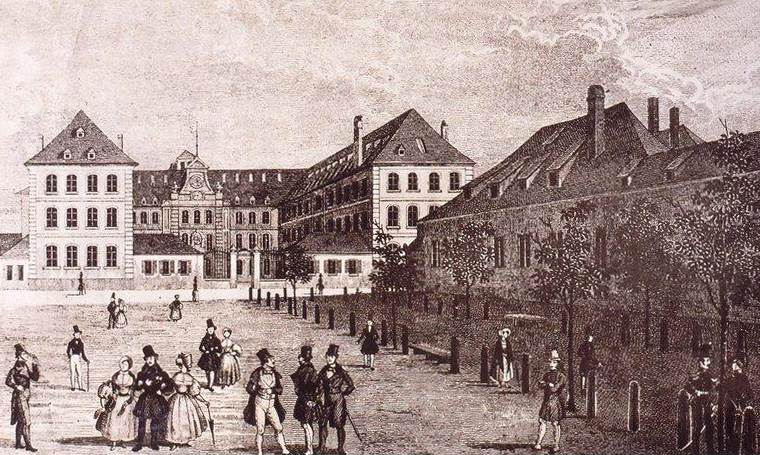
L'ancienne Académie de Strasbourg (1837)

En 1841, s'ajouta à l'ensemble l’École de Pharmacie, pour laquelle fut construit un nouveau bâtiment, actuellement occupé par une annexe de la Haute école des arts du Rhin. Mais toutes ces facultés étaient fréquentées par bien peu d’étudiants : dix à vingt par section. Ils étaient en majorité issus des pays d’Europe centrale et d'Europe du Nord : Autriche, Bohême, Pays rhénans, Suède, Danemark, Russie, Pologne. Sous le Second Empire, leur nombre augmenta, peut-être grâce à la présence de professeurs de renom, comme Louis Pasteur ou encore Fustel de Coulanges, qui comptait trois cents auditeurs à ses cours d’histoire. La Krutenau devint alors une sorte de « quartier latin».

La guerre de 1870, puis l’annexion de l’Alsace à l’Empire allemand vidèrent les bâtiments de la rue de l'Académie ; l’Université déménagea au Palais Rohan, jusqu’au moment où l'occupant allemand construisit le Palais universitaire et le grand complexe des facultés qui lui fit suite.

Les écoles confessionnelles de la Krutenau, celle de Saint-Guillaume et celle de Sainte-Madeleine, furent réunies en 1894 dans les bâtiments sous l'appellation d'École de l'Académie. Aujourd'hui, c'est le lycée professionnel J.F. Oberlin qui est installé dans ce grand ensemble, tandis que l'école maternelle de l'Académie se trouve un peu plus loin.

### L’Hospice des enfants trouvés
La maison des orphelins installée dans le couvent de Saint-Guillaume étant devenu trop petite, la Ville a cédé en 1765 l'une de ses propriétés, située en face du couvent Saint-Nicolas-aux-Ondes, pour y installer l’Hospice des Enfants trouvés et abandonnés. Bâti sur les plans de Boudhors par l'ingénieur de la Ville Samuel Werner,, à l'architecture caractéristique du XVIIIe siècle, et avec l’argent d’une loterie, ce grand bâtiment, sobre et de style classique, fut achevé en 1774.
Quarante pièces, réparties entre trois corps de logis, abritaient d'une part les enfants de moins de 7 ans qui étaient encore en nourrice, d'autre part ceux qui étaient âgés de 7 à 12 ans, ainsi que les services dévolus au fonctionnement de l'établissement. Les décès étaient nombreux : 50% des enfants mourraient avant l'âge d'un an, 20% avant l’âge de 20 ans, les causes de la mort étant surtout la syphilis — transmise par les parents — et la gale. Il s'agissait essentiellement des enfants illégitimes d’étrangers à la cité, essentiellement ceux des militaires, souvent cantonnés chez l’habitant. Les enfants abandonnés étaient exposés sous les porches des églises, sous les portes de la ville et à la Krutenau, près de l'hospice, dans ce qui s'appelait alors « rue des Enfants Trouvés ». De 5 à 20 religieuses étaient actives dans l'établissement, que l'on pouvait considérer comme une sorte de pensionnat, catholique puisque fondé par la royauté. Le déficit permanent de l’institution était comblé par les caisses de la Ville.

### L'École de Travail
Pendant la Révolution, le lieu devint un hôpital militaire et le siège d’une des trois Écoles de Santé de France. Puis, lors de la crise économique de 1817, une école de travail pour les indigents, ou « Atelier de charité », fut installée dans les locaux jusqu’en 1826, l’objectif étant de diminuer la mendicité en donnant aux enfants une éducation, puis une formation professionnelle.

### Le Jardin botanique
Presque en face de l'école de l’Académie se trouvait jusqu’en 1870 le Jardin botanique de Strasbourg. Créé en 1619 par le Sénat de la ville et le recteur de l’Université dans l’enceinte du couvent Saint-Nicolas aux Ondes, il était géré par les professeurs de l’École de médecine. Un premier catalogue, répertoriant 1 600 variétés de plantes a été établi en 1619 par le professeur Mappus. Plusieurs savants réputés dans le milieu de la botanique en Europe ont par la suite publié des catalogues et ont mis en œuvre les agrandissements successifs du jardin, tandis que les serres construites en 1638 furent rénovées en 1800. En 1836, le Jardin Botanique contenait près de 6 000 espèces de plantes, bien que les variétés exotiques aient eu du mal à s’adapter. Le jardin était financé par les étudiants et des donateurs, mais c’est surtout la Ville de Strasbourg qui en assurait les frais d’entretien.
À la Révolution, le jardin est rattaché à l’École de médecine et les Strasbourgeois sont très fiers de ce qu’ils appellent « de Doktersgarde », qui est parmi les plus anciens en Europe.
Pendant le bombardement de Strasbourg par les Prussiens en août 1870, le Jardin botanique servit à ensevelir les morts, car les différents cimetières, situés à l'extérieur de la ville, étaient alors inaccessibles. C’est en mémoire de ces défunts, plus tard transférés dans leur cimetières respectifs, qu’un grand monument a été érigé en 1874 dans ce qui subsiste aujourd'hui du jardin botanique d'origine et qui se trouve actuellement devant le bâtiment principal de l’Ecole des Arts décoratifs. Tout comme les facultés l'Académie, le jardin botanique fut transféré dans le grand campus créé par les autorités allemandes à l'arrière du Palais Universitaire, où il reste un lieu très apprécié des Strasbourgeois, et particulièrement des étudiants.

## Bâtiments remarquables et lieux de mémoire
- no 1 : La façade de l'École supérieure des arts décoratifs de Strasbourg — qui fait partie depuis 2011 de la Haute École des arts du Rhin (HEAR) — donne sur la rue de l'Académie.
Johann-Carl Ott (1846-1917[23]) et Édouard Roederer, qui ont construit ce bâtiment en 1892, ont fait le choix d'une architecture métallique d'inspiration industrielle[24].

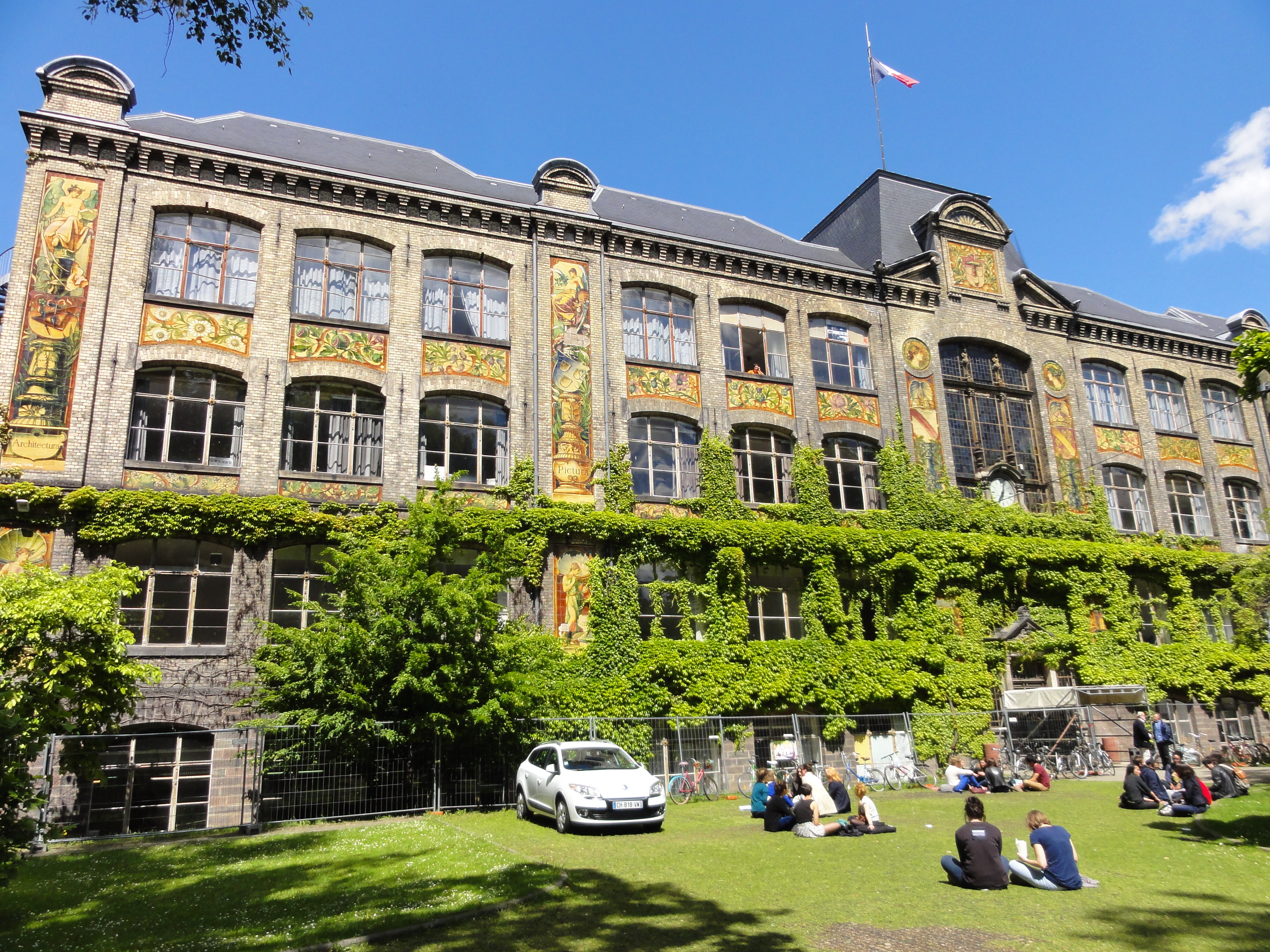
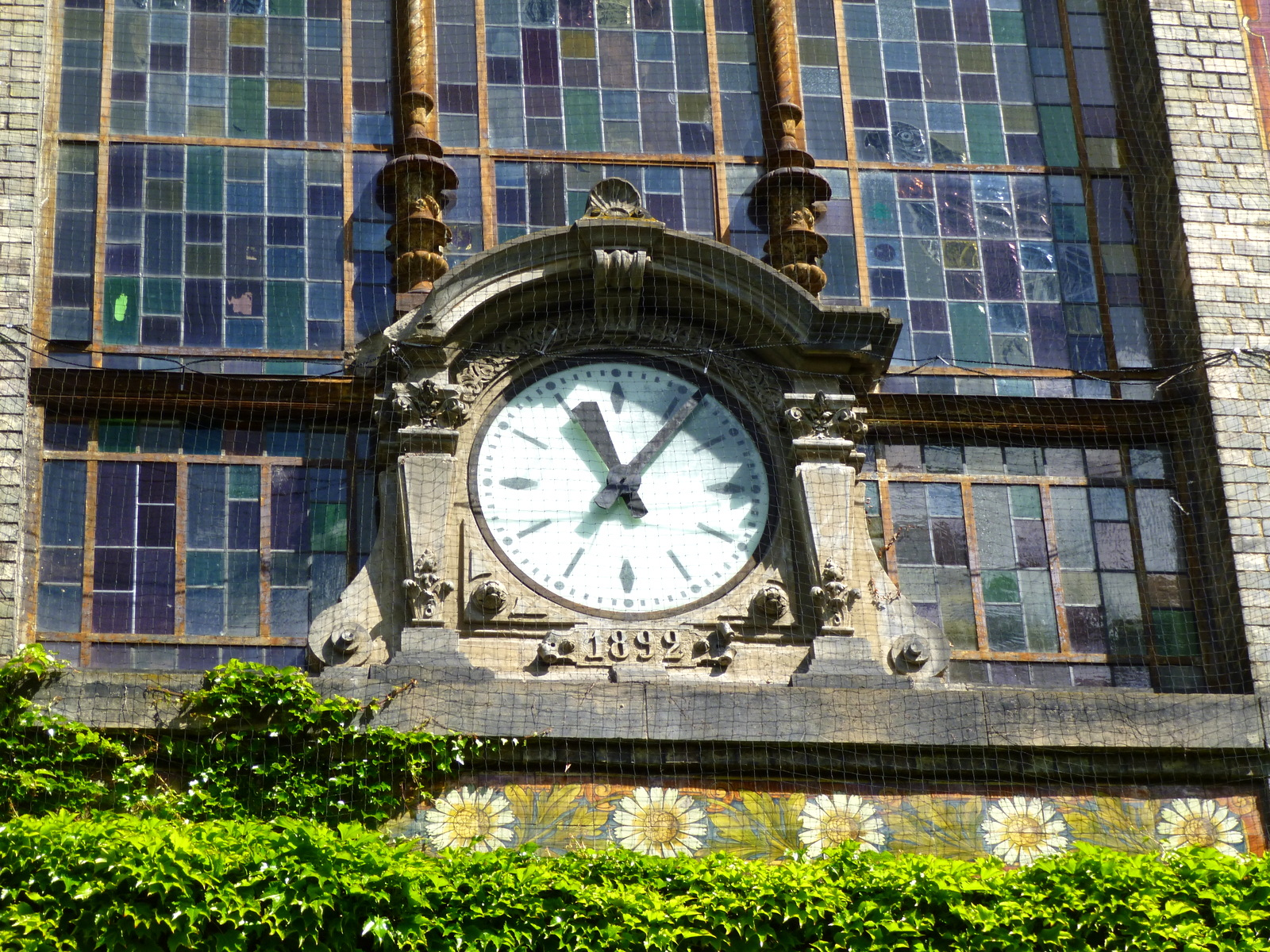
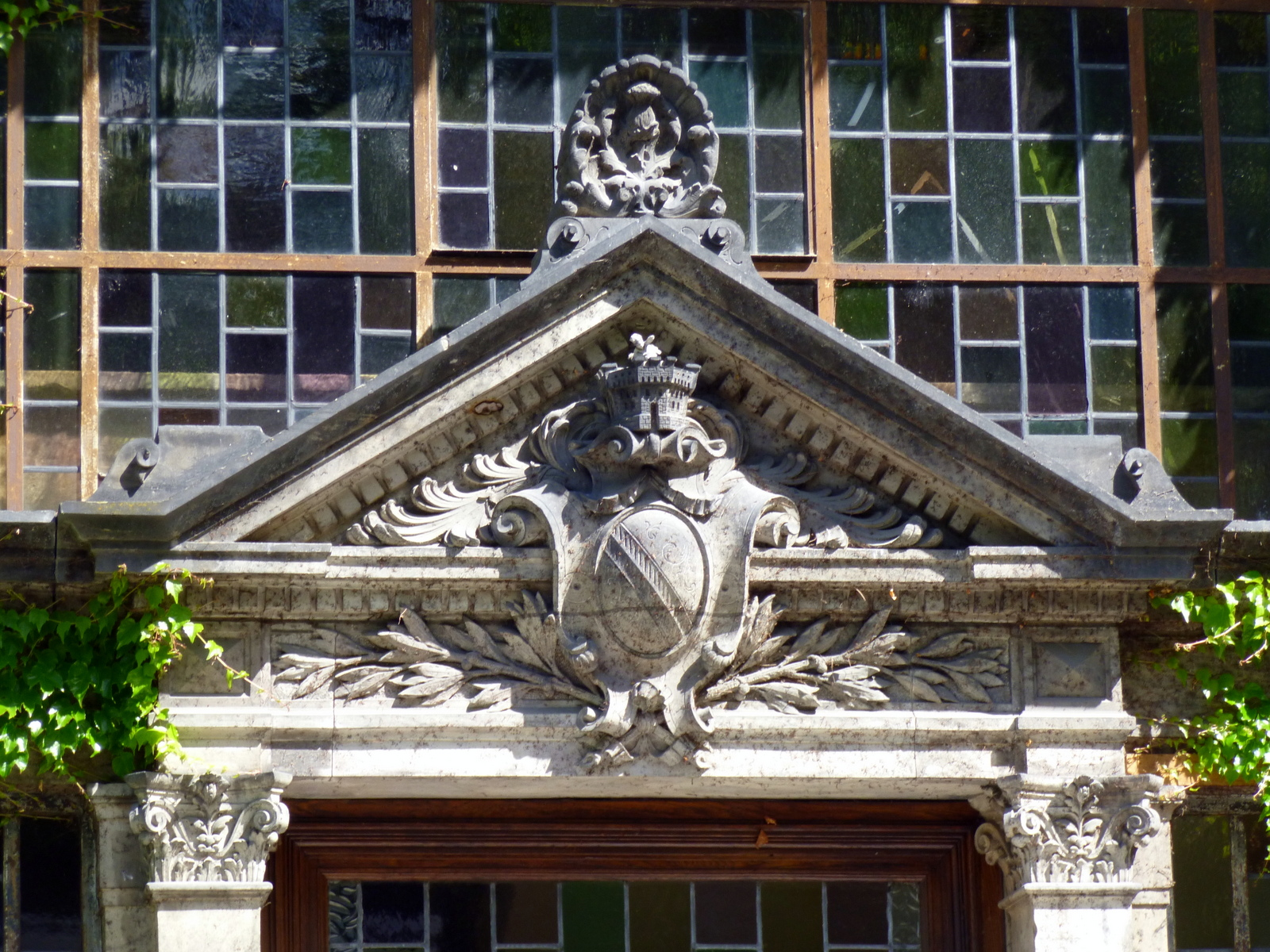
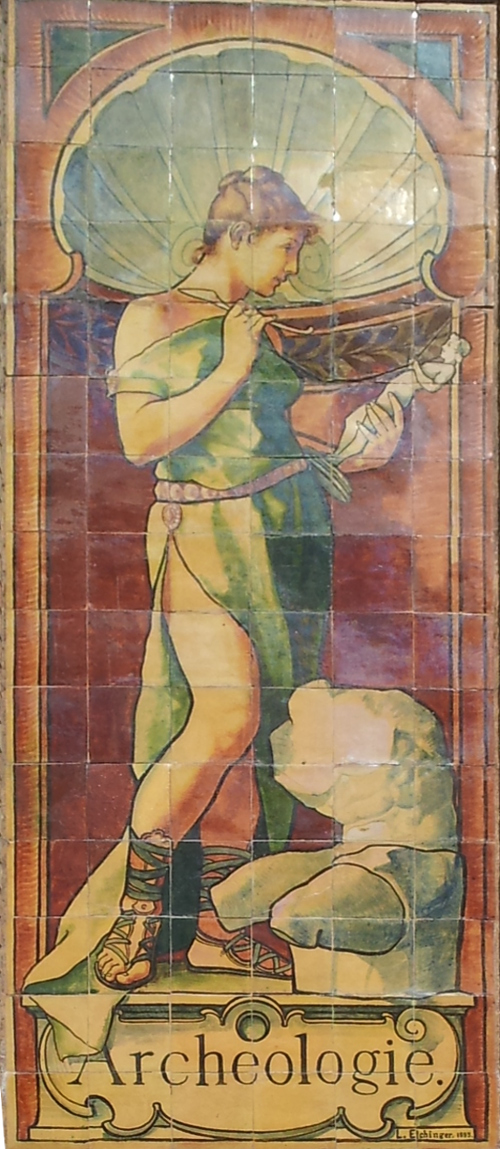

- no 2 : L'ancienne École de pharmacie est occupée par une annexe de l'ESAD[25].

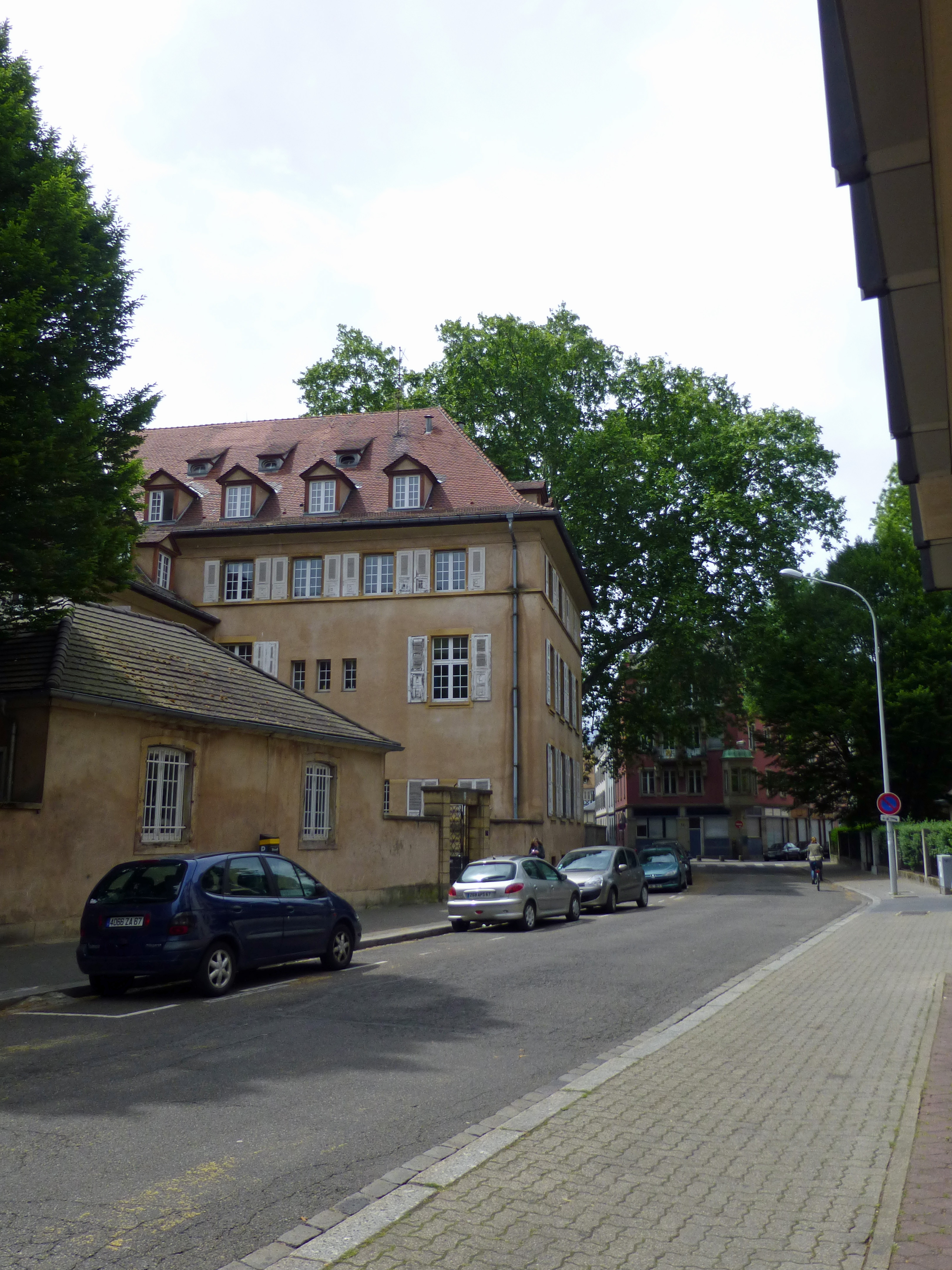
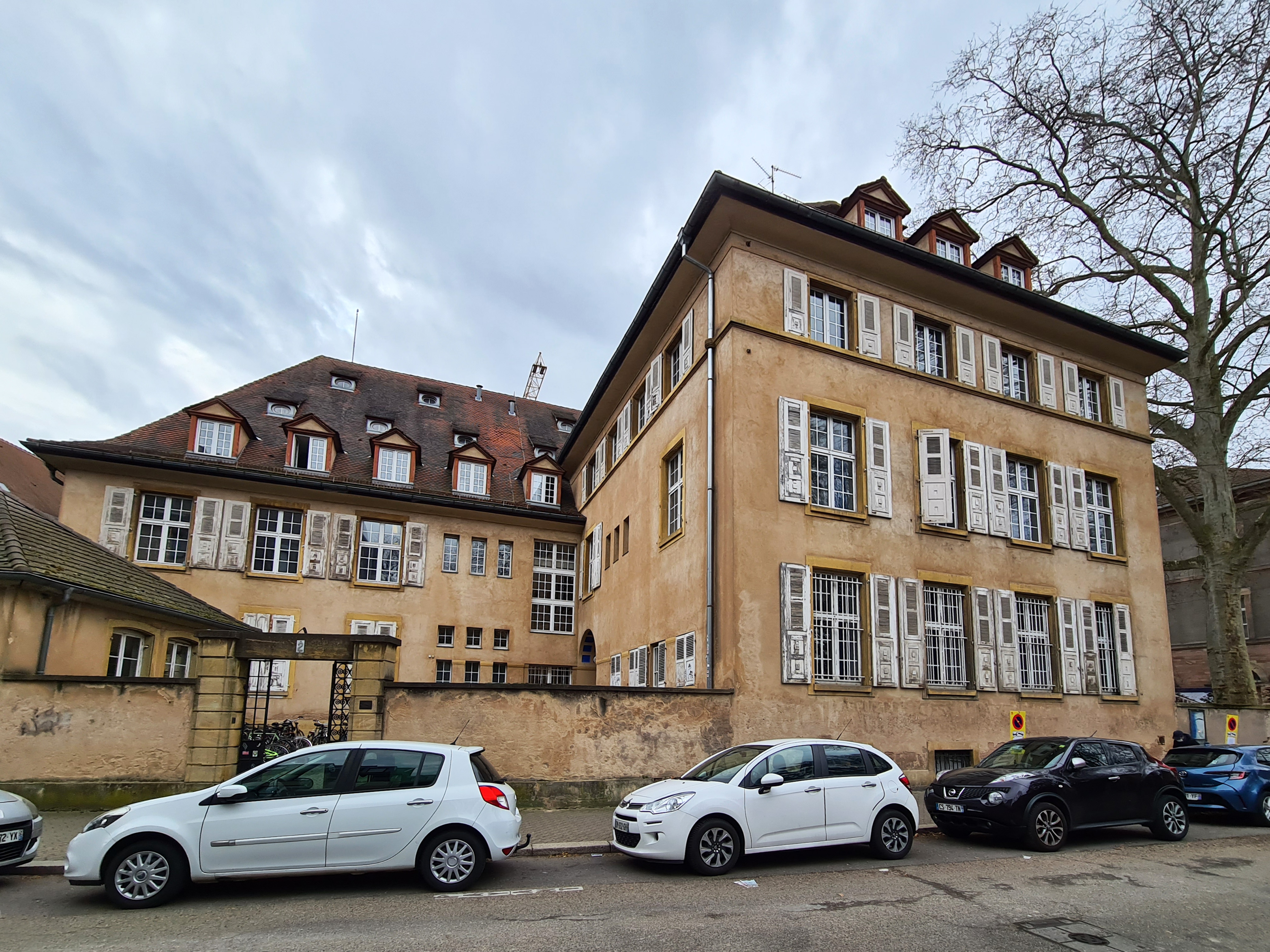
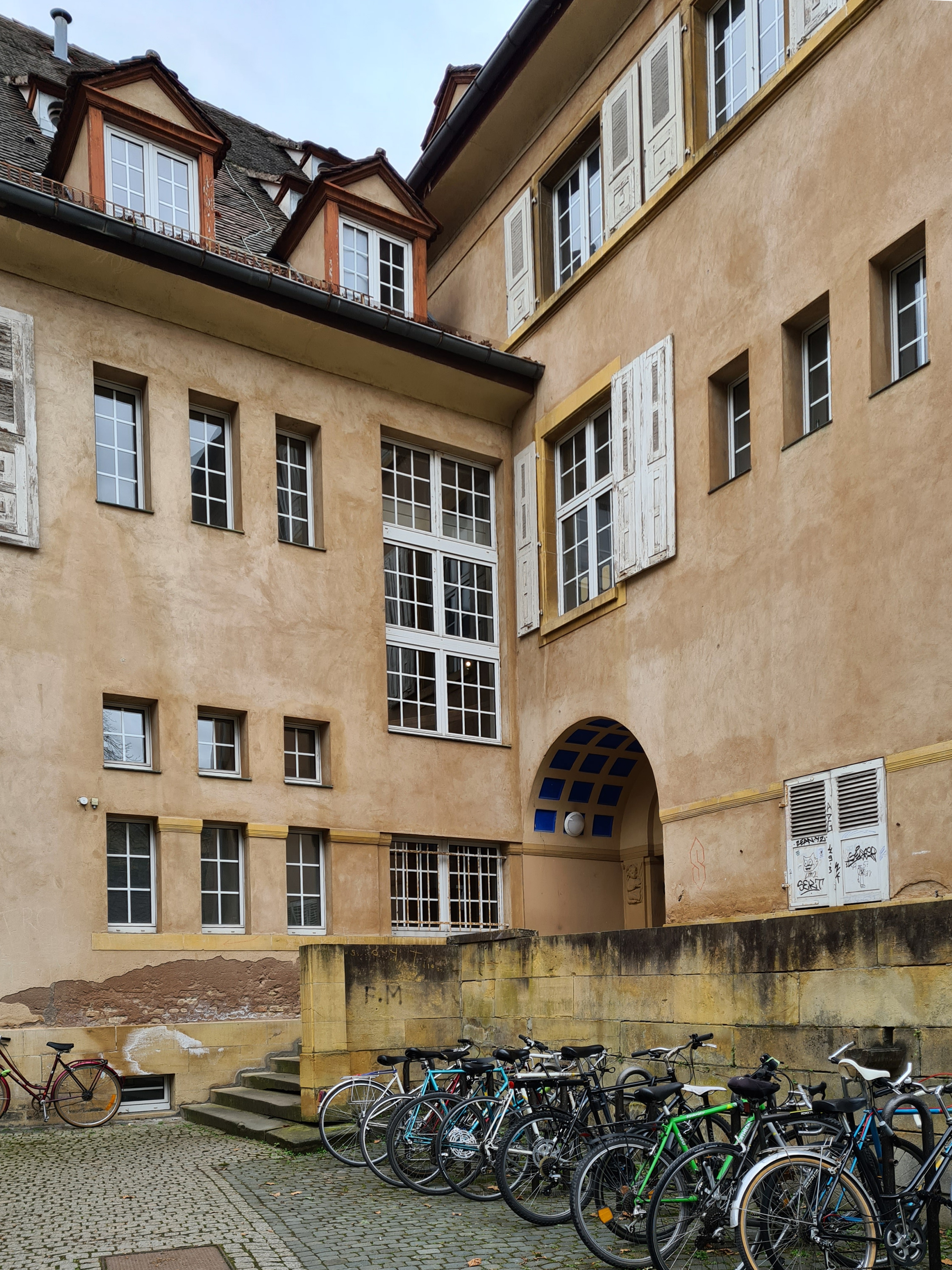
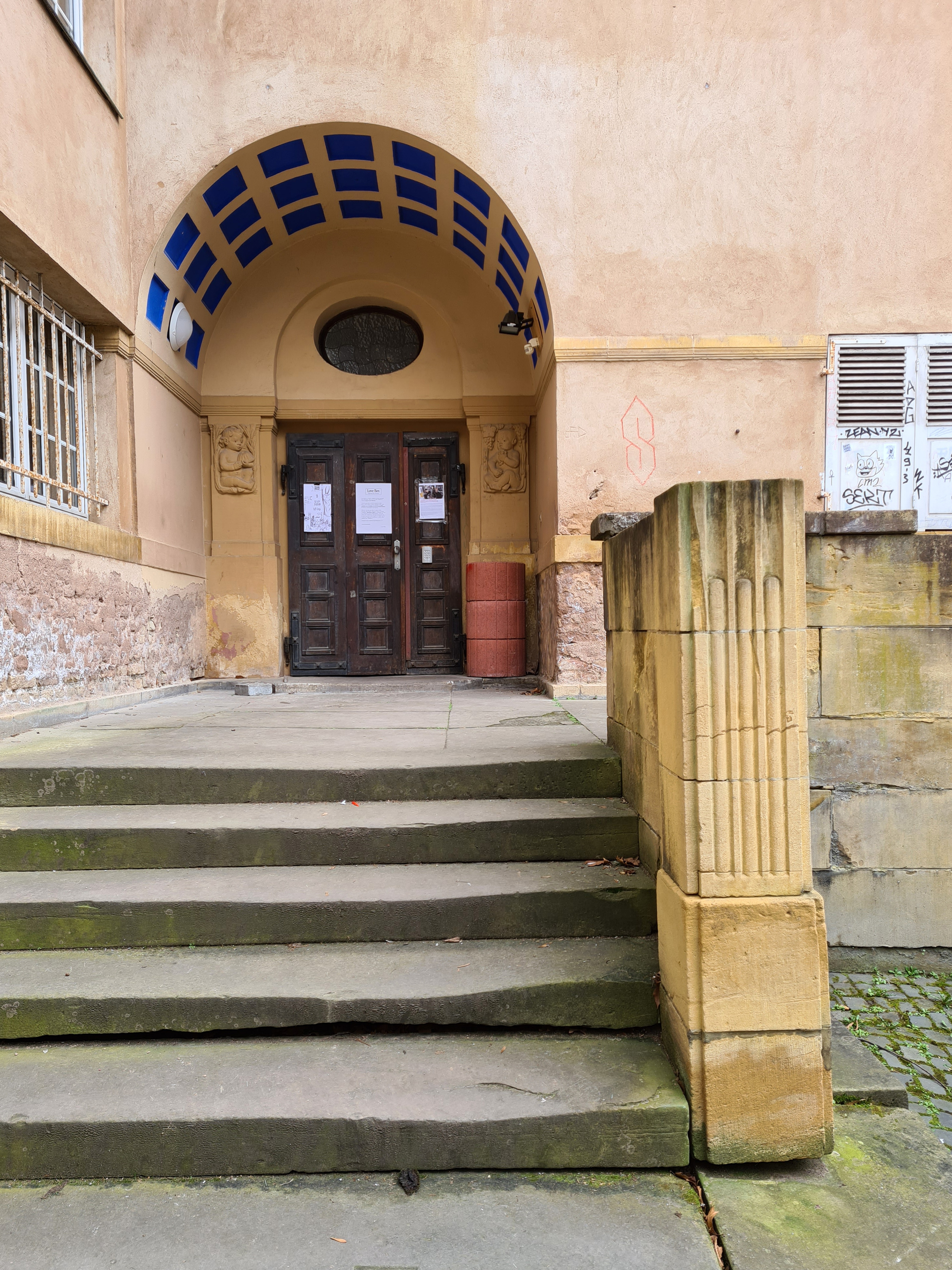
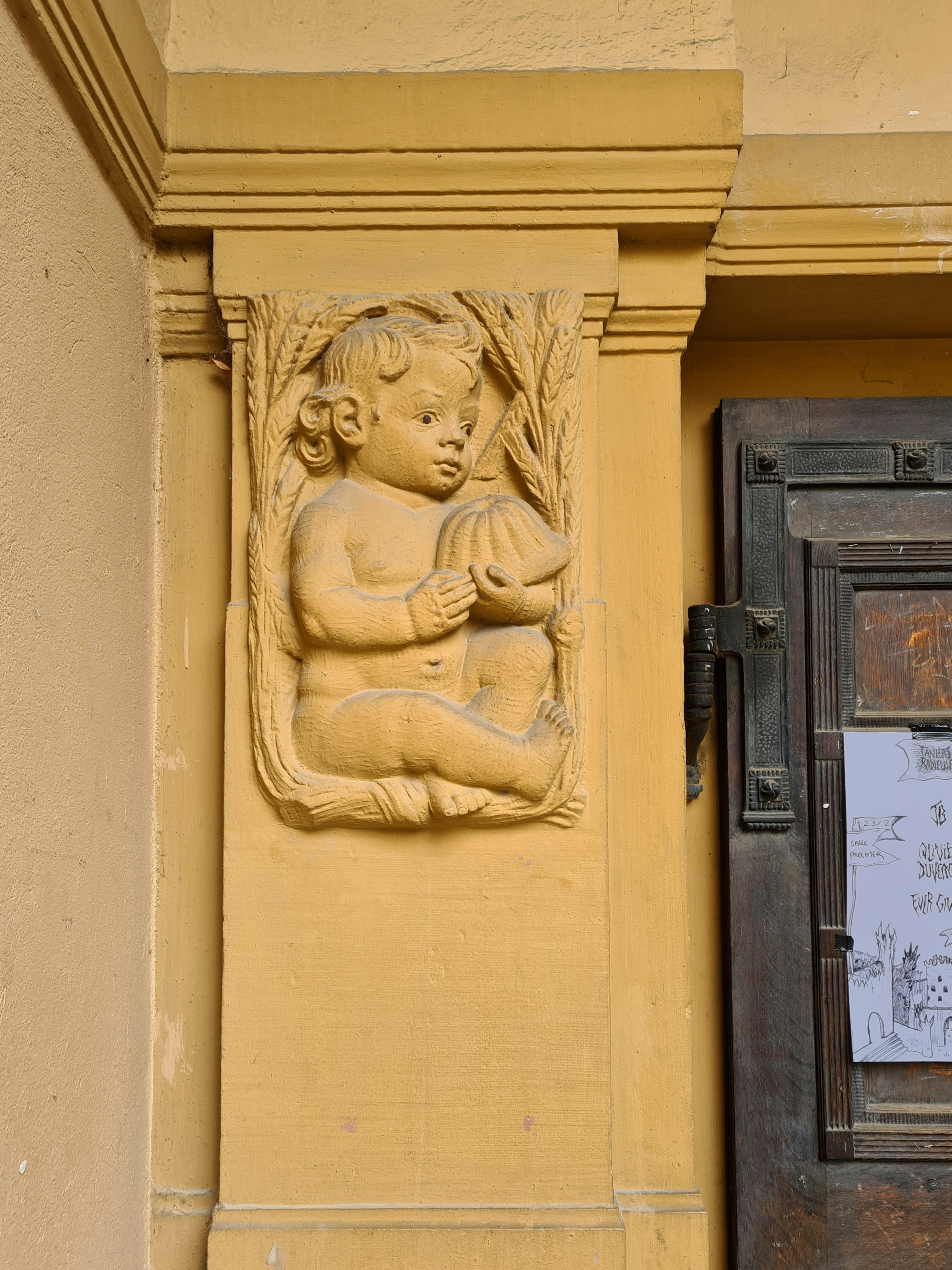

- no 4 : La maison des enfants trouvés (Findelhaus) du XVIIIe siècle a changé de destination à plusieurs reprises. 
Depuis 1991 il abrite le Lycée professionnel et le CFA Oberlin.
Une plaque est apposée sur la façade principale de cet édifice en fer à cheval en hommage à Louis Pasteur qui y réalisa ses premières découvertes entre 1849 et 1854. On y lit l'inscription suivante :

« DANS CET ÉDIFICE SIÈGE DE L'ACADÉMIE ET DES FACULTÉS DE STRASBOURG AVANT 1871 SE TROUVAIT LE LABORATOIRE OÙ PASTEUR COMMENÇA DE SERVIR PAR SES IMMORTELS TRAVAUX LA FRANCE LA SCIENCE L'HUMANITÉ »

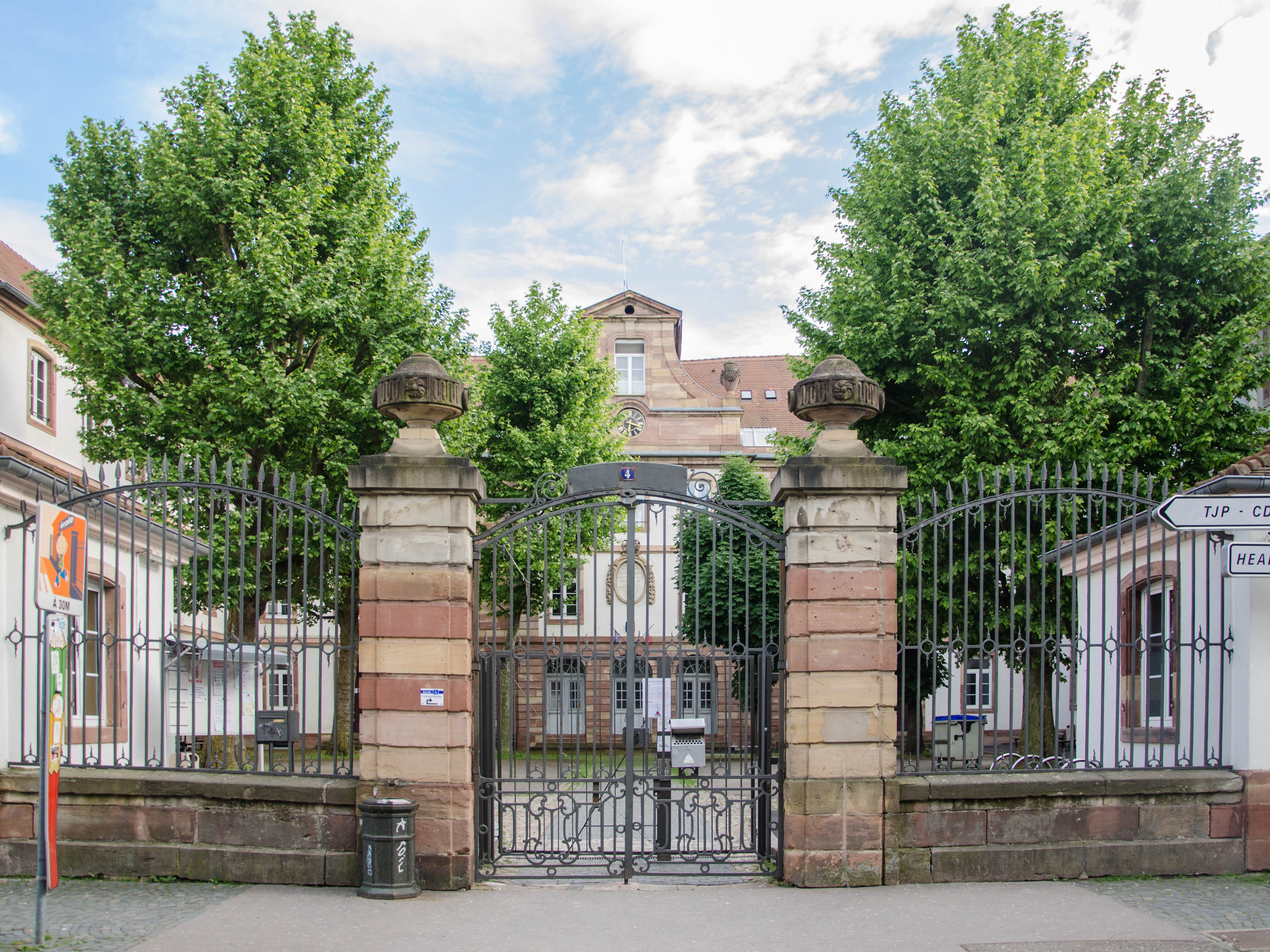
Entrée.
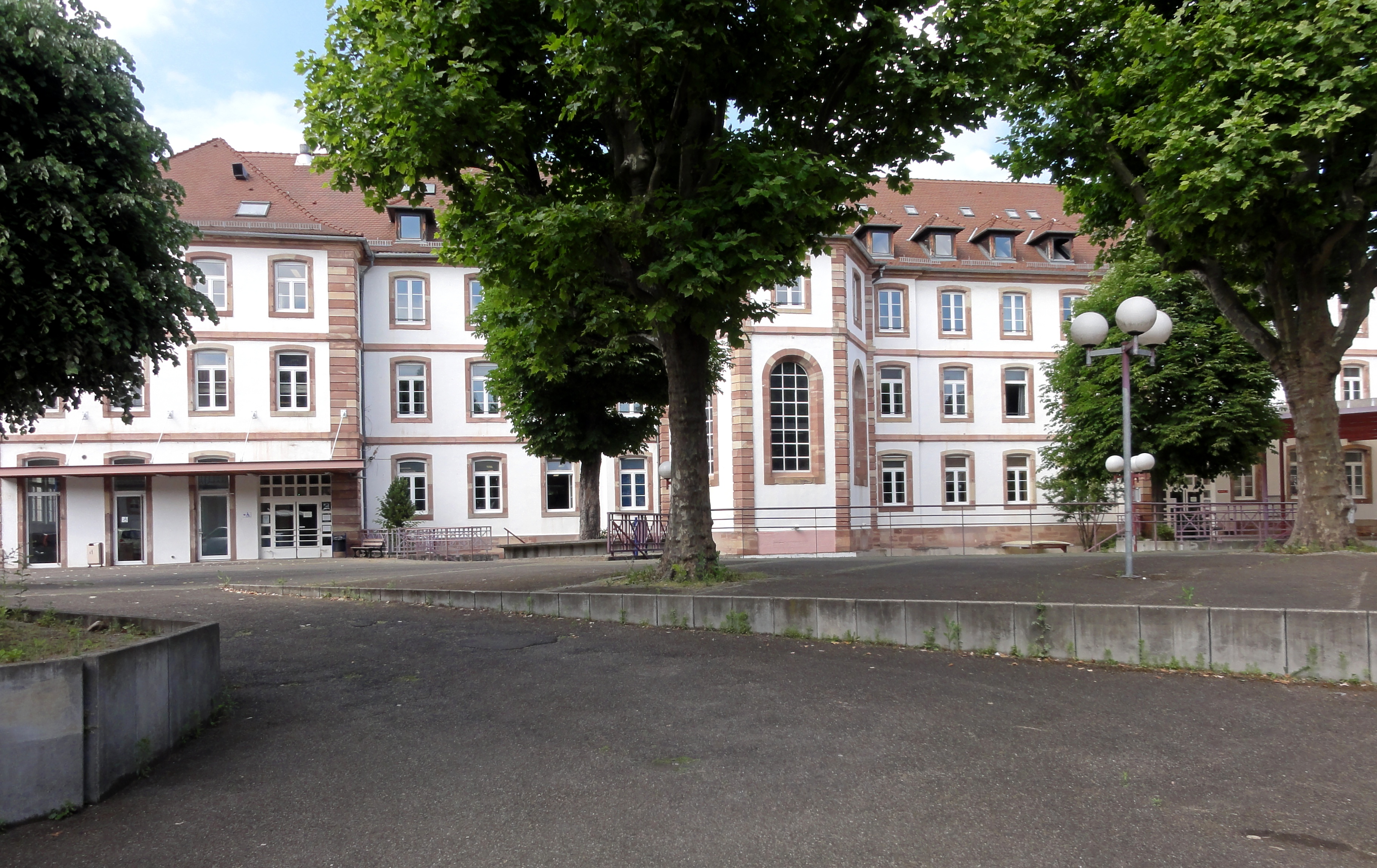
Cour.
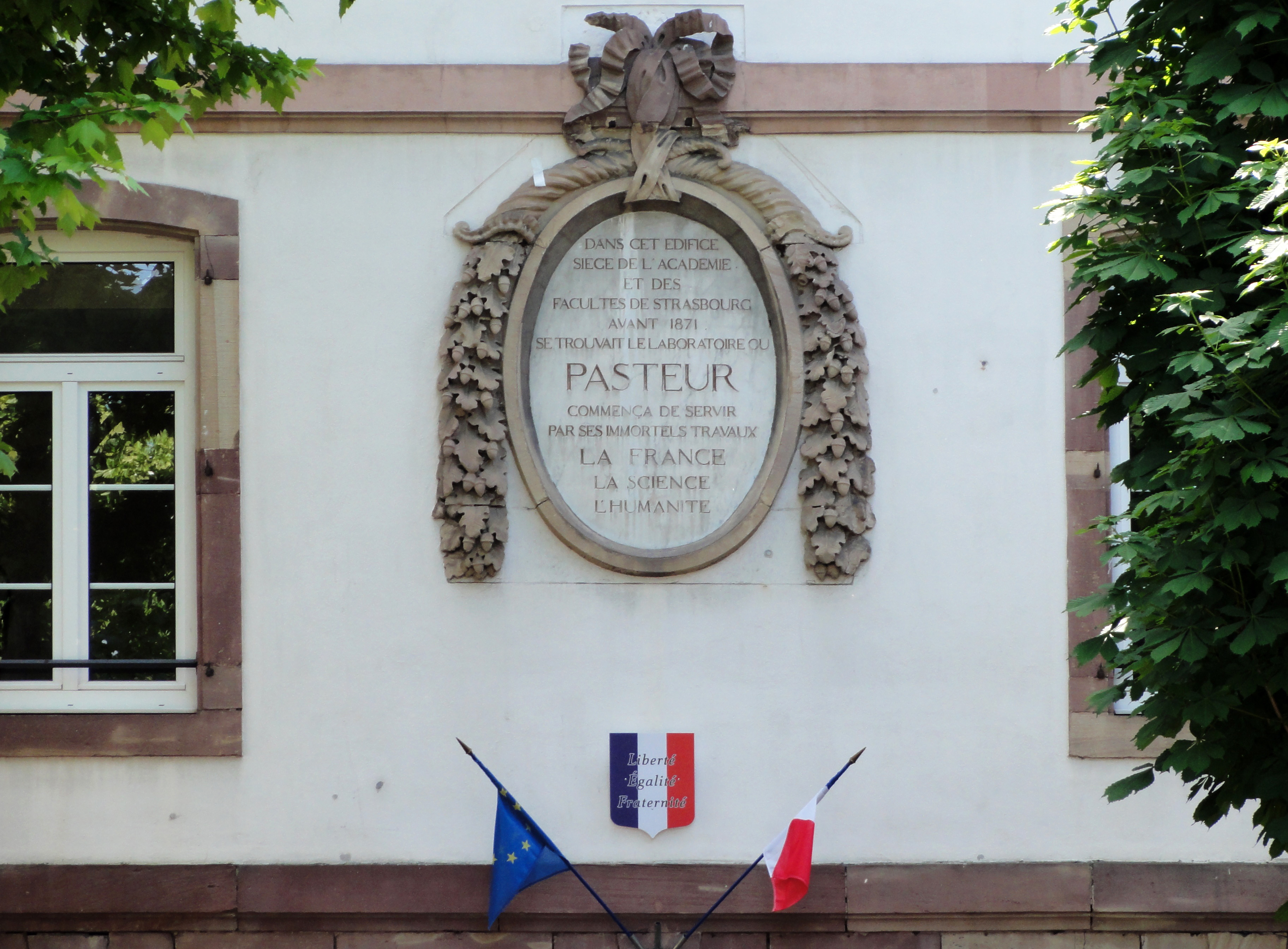
Plaque Louis Pasteur.

- no 6 : École maternelle de l'Académie

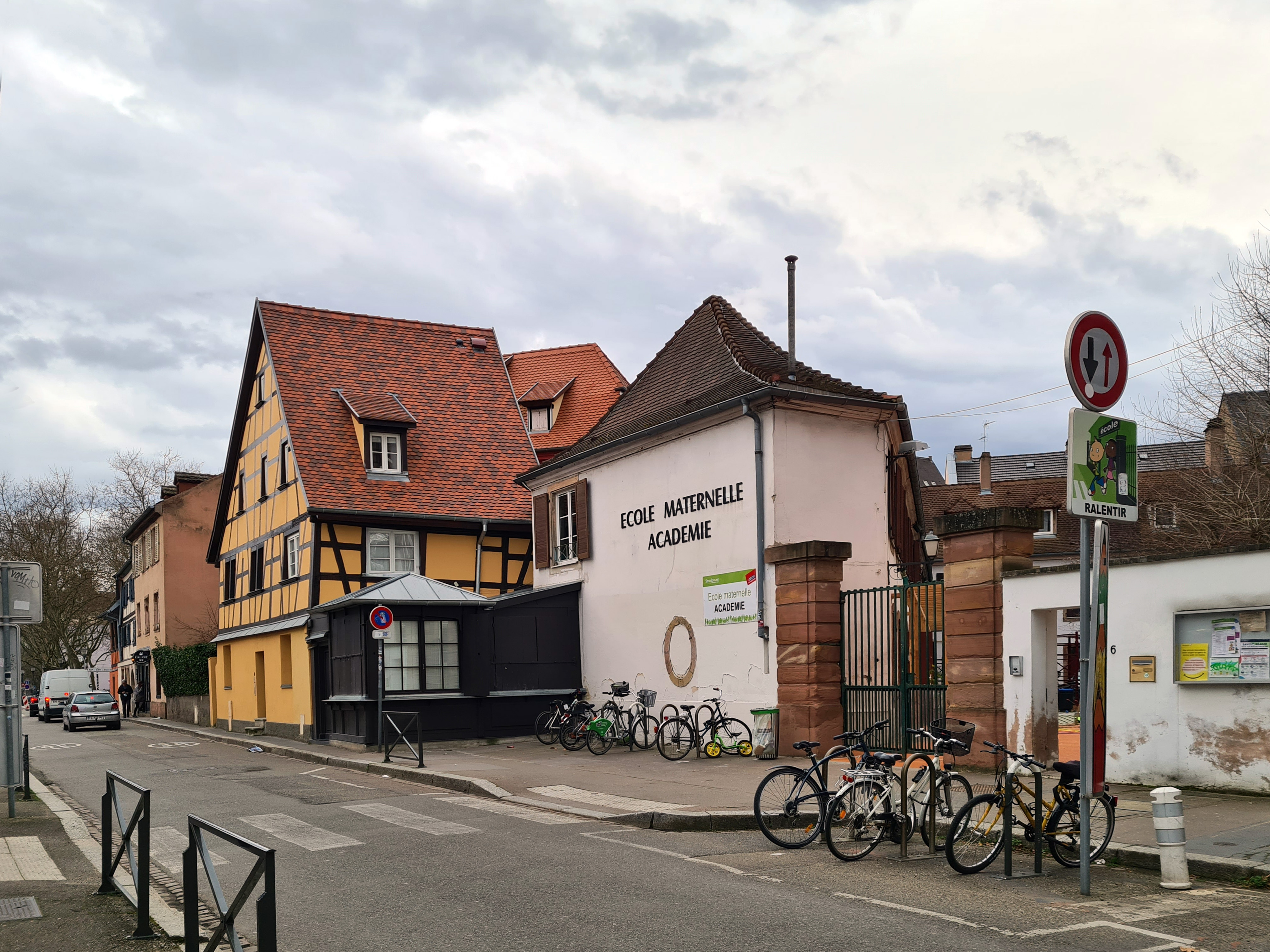
Portail d'entrée.
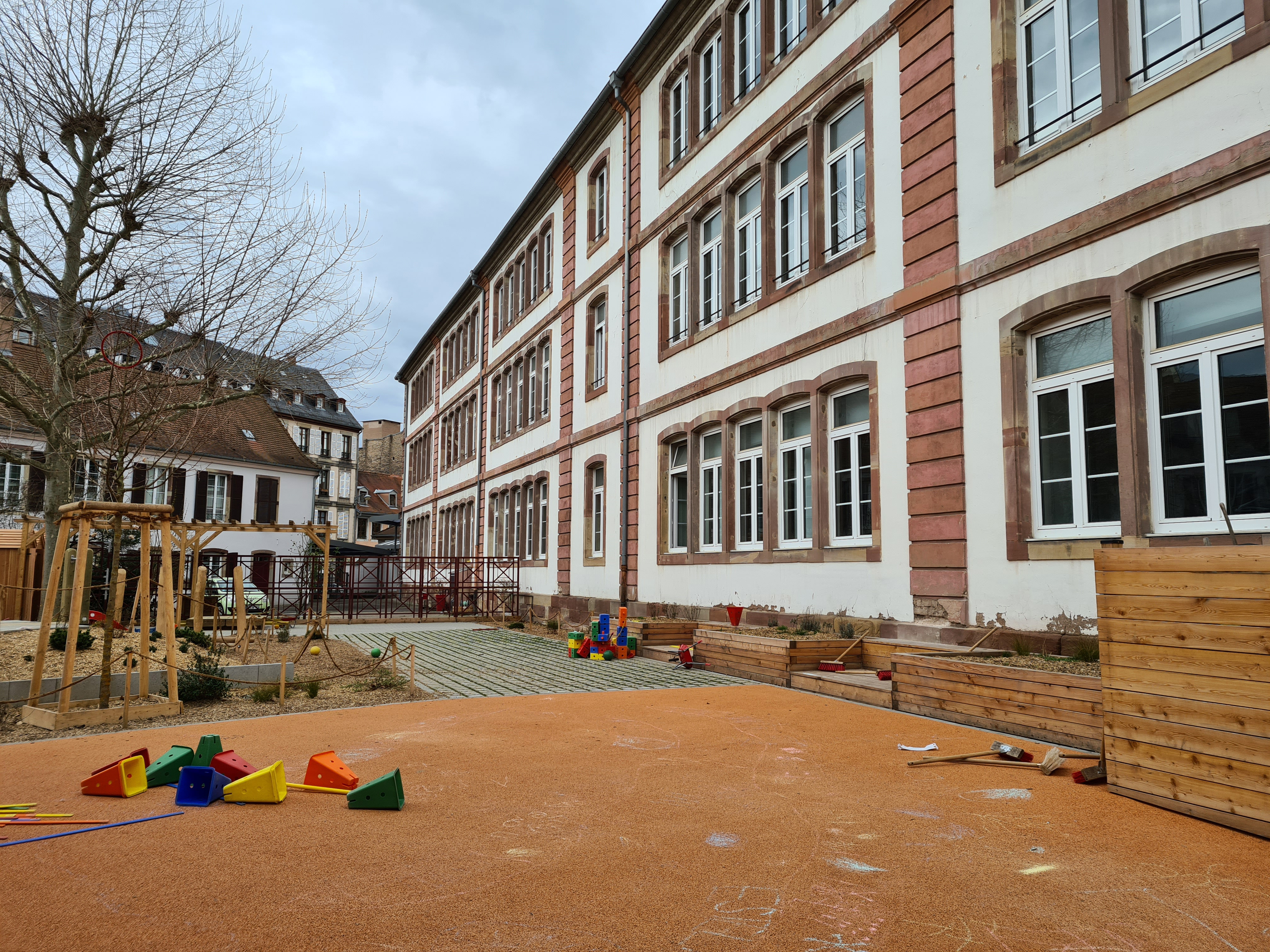
Cour.

- no 8 : Le petit édicule en bois accolé à la maison à colombages du XVIIIe siècle servait entre 1906 et 1948 à la distribution de lait aux enfants de l'école, au moment de la récréation[2].

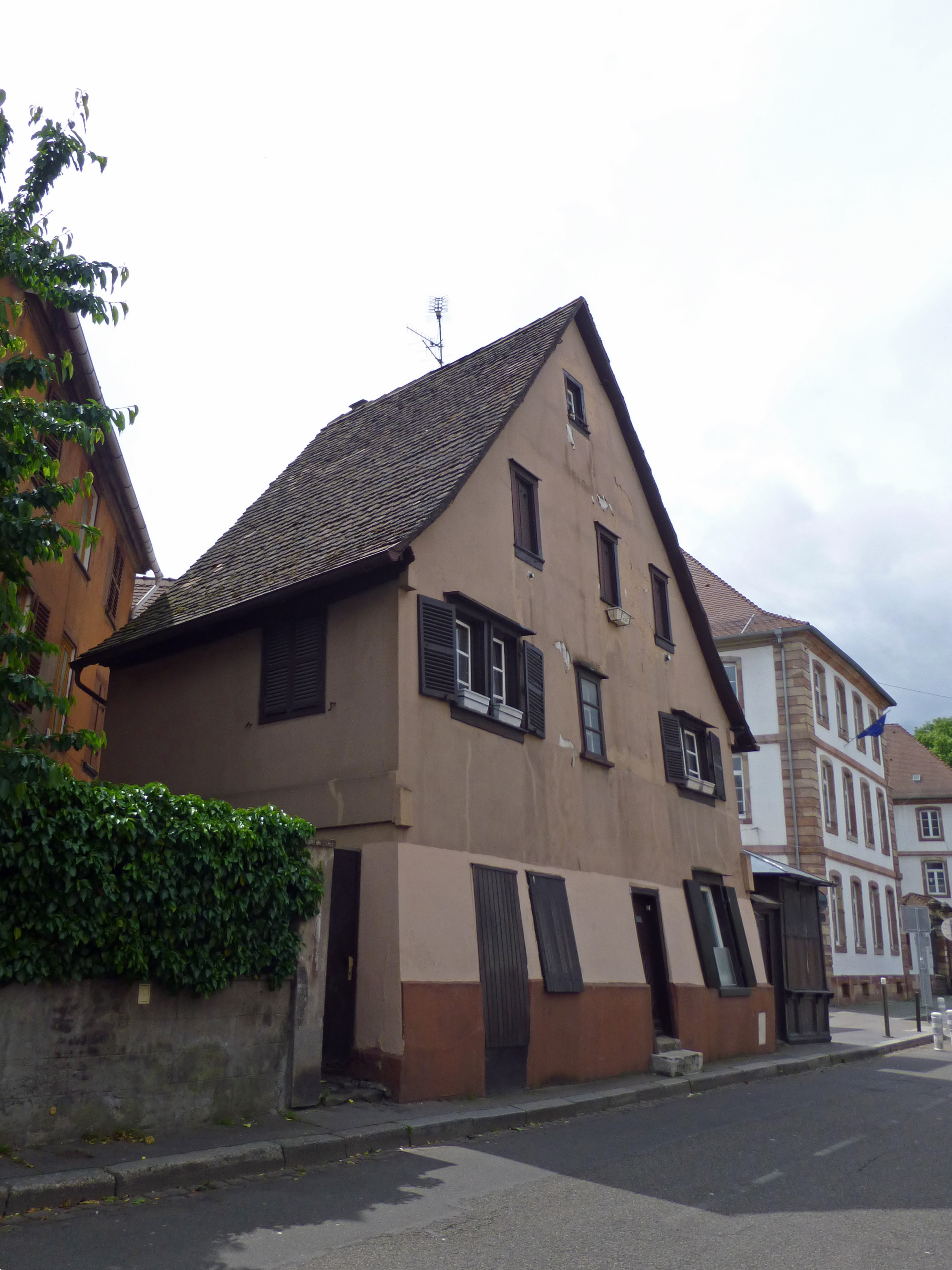
La maison en 2014.
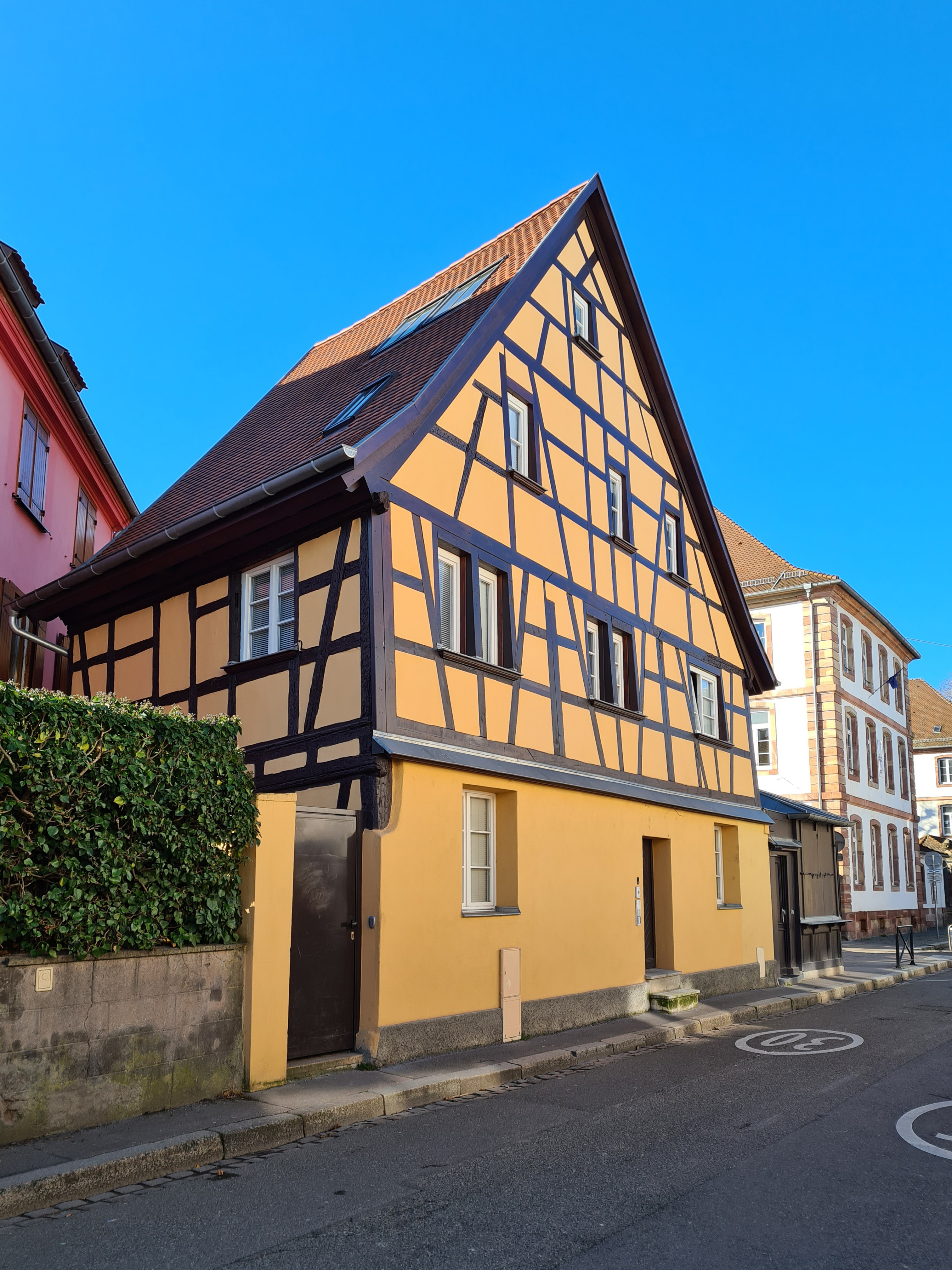
Aspect en 2022.
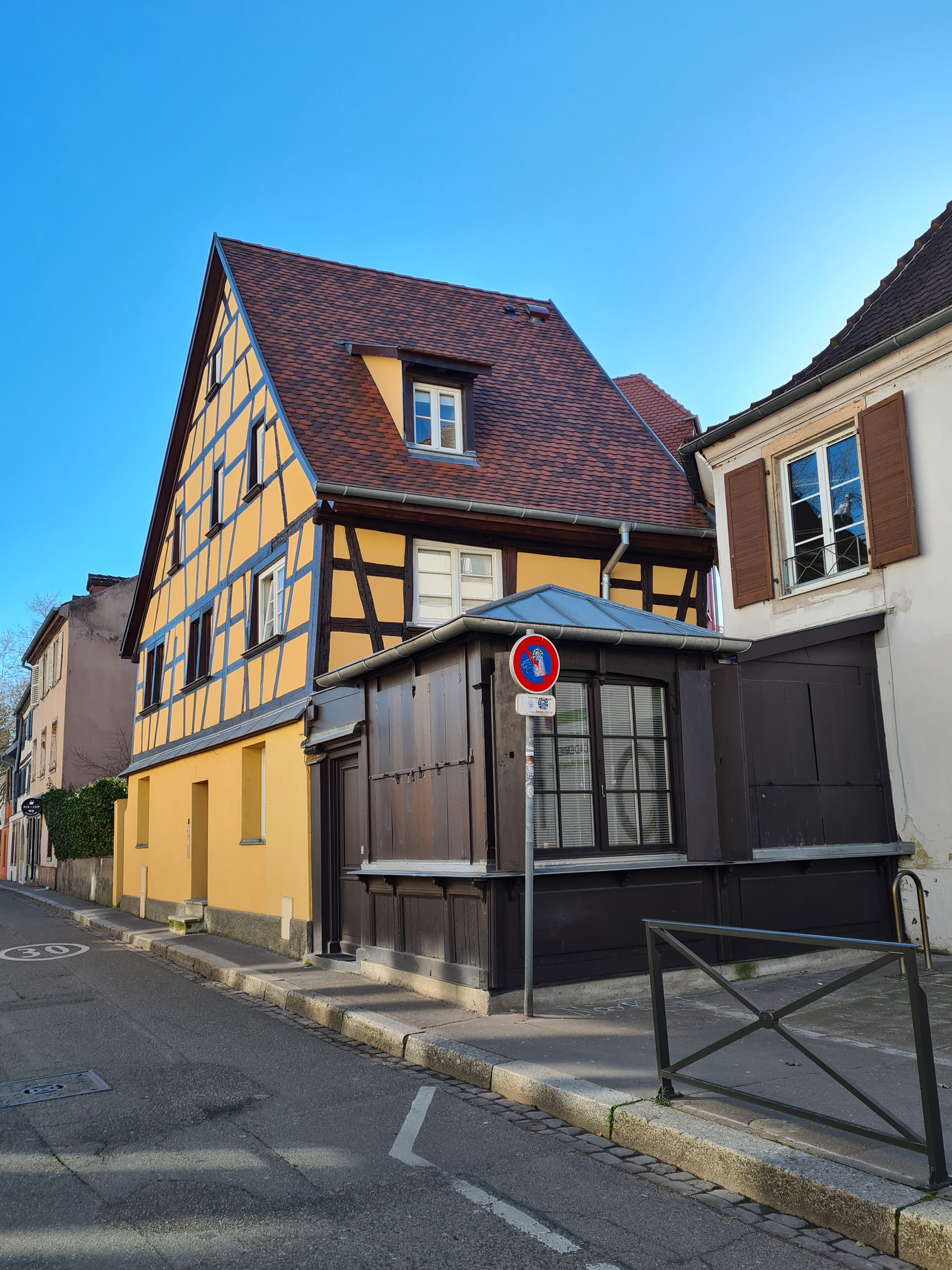
L'édicule en bois.
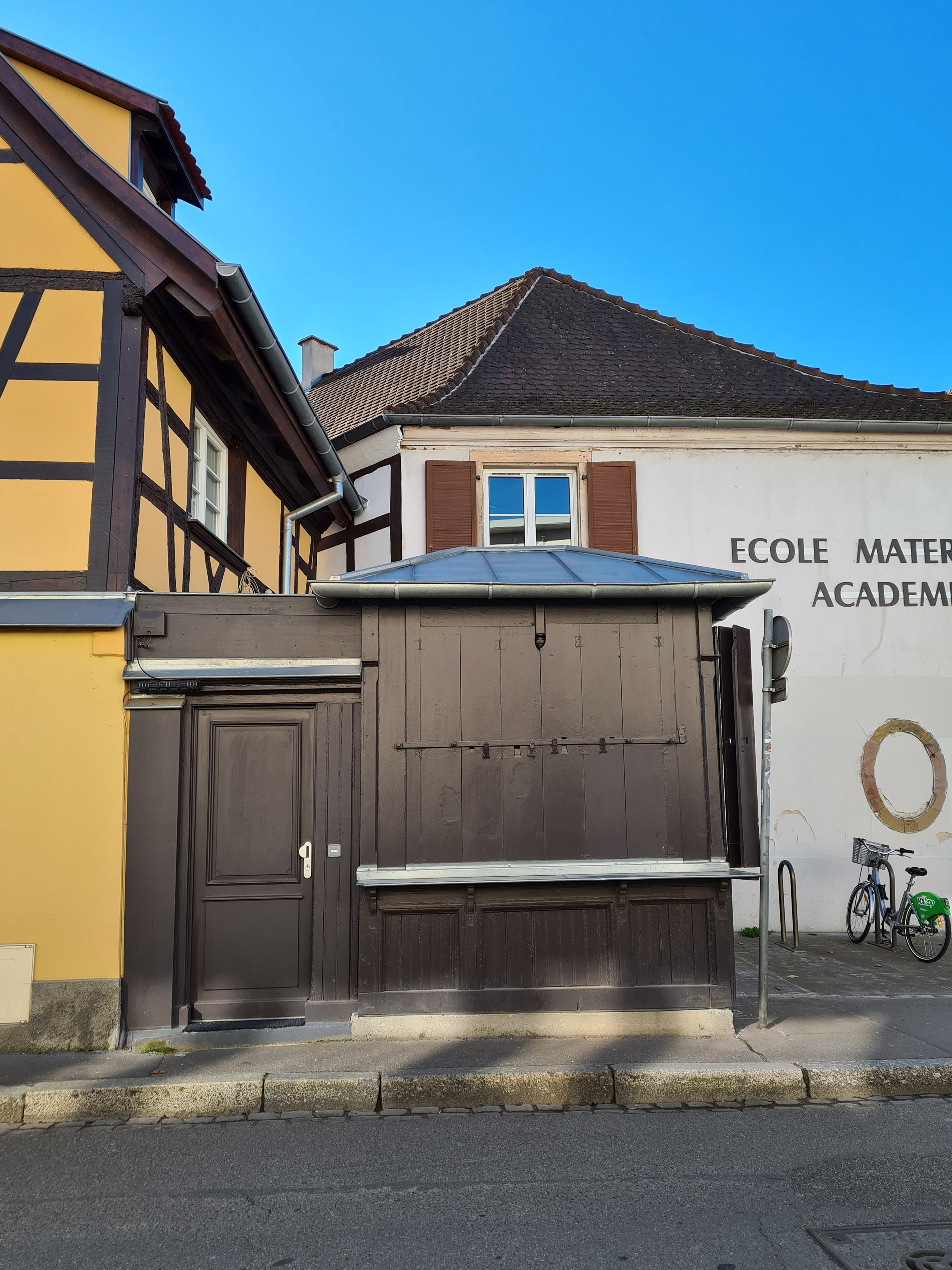
L'édicule de face.